# Анаберг-Бухолц
Анаберг-Бухолц (њем. Annaberg-Buchholz) град је у њемачкој савезној држави Саксонија. Једно је од 69 општинских средишта округа Ерцгебирге. Према процјени из 2010. у граду је живјело 22.248 становника. Посједује регионалну шифру (AGS) 14521020.

## Географија
Анаберг-Бухолц се налази у савезној држави Саксонија у округу Ерцгебирге. Град се налази на надморској висини од 600 метара. Површина општине износи 28,2 km². У самом граду је, према процјени из 2010. године, живјело 22.248 становника. Просјечна густина становништва износи 790 становника/km².

## Међународна сарадња
| Мјесто | Држава   | Врста сарадње | Од    |
| ------ | -------- | ------------- | ----- |
| Паиде  | Естонија | партнерство   | 1992. |
| Извор  |          |               |       |